# Louise Freeland Jenkins
Louise Freeland Jenkins (Fitchburg, Massachusetts, 5 de julio de 1888 – 9 de mayo de 1970) fue una astrónoma de los Estados Unidos.

## Biografía
Jenkins nació en 1888 en Fitchburg (Massachusetts, Estados Unidos). En 1911 se graduó en Colegio Universitario Mount Holyoke y recibió el grado de máster en Astronomía en 1917. Desde 1913 a 1915 trabajó en el Observatorio de Allegheny en Pittsburgh.
Hacia 1921 se traslada a Japón convirtiéndose en profesora en el Colegio Universitario Cristiano de Mujeres, un colegio misionero. Regresa a los Estados Unidos en 1925 tras la muerte de su padre. Un año más tarde vuelve a enseñar en una escuela en Himeji (la escuela femenina de enseñanza secundaria, Hinomoto Gakuen).
En 1932 de nuevo en los Estados Unidos pasa a formar parte de la plantilla fija del Observatorio de la Universidad Yale. Fue coeditora de la revista Astronomical Journal desde 1942 hasta 1958. No dejaría de visitar Japón de vez en cuando.
Fue conocida por sus investigaciones sobre la paralaje trigonométrica de estrellas próximas. También estudió estrellas variables.

## Honores

### Epónimos
- El cráter lunar Jenkins lleva este nombre en su memoria.